# Frank Ferguson
Frank Ferguson (Ferndale, 25 dicembre 1906 – Los Angeles, 12 settembre 1978) è stato un attore statunitense.
Ha recitato in oltre 180 film dal 1940 al 1965 ed è apparso in 122 serie televisive dal 1952 al 1977.

## Filmografia

### Cinema
- Gambling on the High Seas (1940)
- Father Is a Prince (1940)
- Sockeroo (1940)
- Four Mothers (1941)
- Take the Air (1941)
- Bullets for O'Hara (1941)
- Life Begins for Andy Hardy (1941)
- L'inarrivabile felicità (You'll Never Get Rich), regia di Sidney Lanfield (1941)
- Passaggio a Hong Kong (Passage from Hong Kong), regia di D. Ross Lederman (1941)
- At the Stroke of Twelve, regia di Jean Negulesco (1941)
- La storia del generale Custer (They Died with Their Boots On), regia di Raoul Walsh (1941)
- The Body Disappears (1941)
- Vento selvaggio (Reap the Wild Wind), regia di Cecil B. De Mille (1942)
- Follie di New York (My Gal Sal), regia di Irving Cummings (1942)
- Ombre di Broadway (Broadway), regia di William A. Seiter (1942)
- Il fuorilegge (This Gun for Hire), regia di Frank Tuttle (1942)
- Grand Central Murder (1942)
- Spy Ship (1942)
- I cavalieri azzurri (Ten Gentlemen from West Point), regia di Henry Hathaway (1942)
- Moonlight Masquerade (1942)
- The Daughter of Rosie O'Grady (1942)
- Wings for the Eagle (1942)
- The War Against Mrs. Hadley (1942)
- The Spirit of Stanford (1942)
- You Can't Escape Forever (1942)
- City of Silent Men (1942)
- The Boss of Big Town (1942)
- Truck Busters (1943)
- The Meanest Man in the World, regia di Sidney Lanfield (1943)
- Mission to Moscow, regia di Michael Curtiz (1943)
- Pilot#5 (1943)
- Il difensore di Manila (Salute to the Marines) (1943)
- Luna senza miele (Thrill of a Romance), regia di Richard Thorpe (1945)
- Secrets of a Sorority Girl (1945)
- Donne e diamanti (The Dolly Sisters), regia di Irving Cummings (1945)
- Eroi nell'ombra (O.S.S.) (1946)
- Blonde for a Day (1946)
- The Searching Wind (1946)
- Notte e dì (Night and Day) (1946)
- I conquistatori (Canyon Passage) (1946)
- Little Miss Big (1946)
- If I'm Lucky, regia di Lewis Seiler (1946)
- Lady Chaser (1946)
- Una celebre canaglia (Swell Guy) (1946)
- Golden Slippers (1946)
- Bionda fra le sbarre (Cross My Heart) (1946)
- Io amo (The Man I Love) (1947)
- Vecchia California (California) (1947)
- Un matrimonio ideale (The Perfect Marriage) (1947)
- La morte è discesa a Hiroshima (The Beginning or the End) (1947)
- La moglie celebre (The Farmer's Daughter) (1947)
- Bagliore a mezzogiorno (Blaze of Noon) (1947)
- Killer at Large, regia di William Beaudine (1947)
- Benvenuto straniero! (Welcome Stranger) (1947)
- Danger Street, regia di Lew Landers (1947)
- The Trouble with Women (1947)
- La storia di Pearl White (The Perils of Pauline) (1947)
- Nessuno mi crederà (They Won't Believe Me), regia di Irving Pichel (1947)
- Smooth Sailing (1947)
- Rivista di stelle (Variety Girl) (1947)
- Il giudice Timberlane (Cass Timberlane) (1947)
- Texas selvaggio (The Fabulous Texan) (1947)
- T-Men contro i fuorilegge (T-Men) (1947)
- Avventura in Brasile (Road to Rio) (1947)
- La sposa ribelle (The Bride Goes Wild) (1948)
- The Inside Story (1948)
- Il miracolo delle campane (The Miracle of the Bells) (1948)
- Il massacro di Fort Apache (Fort Apache) (1948)
- L'inseguita (The Hunted) (1948)
- Domani saranno uomini (Fighting Father Dunne) (1948)
- Il cervello di Frankenstein (Bud Abbott Lou Costello Meet Frankenstein) (1948)
- The Vicious Circle (1948)
- L'ultima sfida (The Babe Ruth Story) (1948)
- Le mura di Gerico (The Walls of Jericho) (1948)
- La donna del bandito (They Live by Night) (1948)
- La grande minaccia (Walk a Crooked Mile) (1948)
- Il vagabondo della foresta (Rachel and the Stranger) (1948)
- Quel meraviglioso desiderio (That Wonderful Urge) (1948)
- Dynamite (1949)
- Fiori nel fango (Shockproof) (1949)
- Amanti crudeli (Slightly French) (1949)
- Il mongolo ribelle (State Department: File 649) (1949)
- Presi nella morsa (Caught) (1949)
- Omicidio (Homicide) (1949)
- I Barkleys di Broadway (The Barkleys of Broadway) (1949)
- Seguimi in silenzio (Follow Me Quietly) (1949)
- La morte al di là del fiume (Roseanna McCoy) (1949)
- Quella meravigliosa invenzione (Free for All) (1949)
- Ho incontrato l'amore (Dancing in the Dark) (1949)
- La chiave della città (Key to the City) (1950)
- Tyrant of the Sea, regia di Lew Landers (1950)
- Roba da matti (The Good Humor Man) (1950)
- Amo Luisa disperatamente (Louisa) (1950)
- Linciaggio (The Lawless) (1950)
- Le furie (The Furies) (1950)
- Il messicano (Right Cross) (1950)
- He's a Cockeyed Wonder (1950)
- Under Mexicali Stars (1950)
- The West Point Story (1950)
- Prego sorrida! (Watch the Birdie) (1950)
- Yvonne la francesina (Frenchie) (1950)
- Uniti nella vendetta (The Great Missouri Raid) (1951)
- Rotaie insanguinate (Santa Fe) (1951)
- Thunder in God's Country (1951)
- Sentiero di guerra (Warpath) (1951)
- Omertà (The People Against O'Hara) (1951)
- L'avventuriero delle Ande (The Barefoot Mailman) (1951)
- Fuga d'amore (Elopement) (1951)
- Mariti su misura (The Model and the Marriage Broker) (1951)
- C'è posto per tutti (Room for One More) (1952)
- La vita che sognava (Boots Malone) (1952)
- L'ultimo fuorilegge (The Cimarron Kid) (1952)
- Là dove scende il fiume (Bend of the River) (1952)
- Neve rossa (On Dangerous Ground) (1952)
- Vivere insieme (The Marrying Kind) (1952)
- Rancho Notorious, regia di Fritz Lang (1952)
- Rodeo, regia di William Beaudine (1952)
- La sceriffa dell'Oklahoma (Oklahoma Annie) (1952)
- I gangsters della 5 Avenue (Models Inc.) (1952)
- The Winning Team (1952)
- Il capitalista (Has Anybody Seen My Gal) (1952)
- Il conquistatore del West (Wagons West) (1952)
- Ma and Pa Kettle at the Fair (1952)
- It Grows on Trees (1952)
- L'amante di ferro (The Iron Mistress) (1952)
- La ninfa degli antipodi (Million Dollar Mermaid) (1952)
- Squilli di primavera (Stars and Stripes Forever) (1952)
- Star of Texas (1953)
- The I Don't Care Girl (1953)
- Il cammino delle stelle (The Stars Are Singing) (1953)
- La donna che volevano linciare (Woman They Almost Lynched), regia di Allan Dwan (1953)
- Gardenia blu (The Blue Gardenia) (1953)
- L'irresistibile Mr. John (Trouble Along the Way) (1953)
- La maschera di cera (House of Wax) (1953)
- Carabina Mike tuona sul Texas (The Marksman) (1953)
- Il complice segreto (The Lone Hand) (1953)
- Sangue sul fiume (Powder River) (1953)
- Il risveglio del dinosauro (The Beast from 20,000 Fathoms) (1953)
- Sogno di Bohème (So This Is Love) (1953)
- Il territorio dei fuorilegge (Hannah Lee: An American Primitive) (1953)
- Il grande alleato (Big Leaguer) (1953)
- La città dei fuorilegge (City of Bad Men) (1953)
- Main Street to Broadway (1953)
- Solo per te ho vissuto (So Big) (1953)
- La ragazza da 20 dollari (Wicked Woman) (1953)
- I tre del Rio Grande (Texas Bad Man) (1953)
- I dragoni dell'aria (Dragonfly Squadron) (1954)
- L'assedio di fuoco (Riding Shotgun) (1954)
- Johnny Guitar, regia di Nicholas Ray (1954)
- Terrore a Shanghai (The Shanghai Story) (1954)
- Il cacciatore di fortuna (The Outcast) (1954)
- È nata una stella (A Star Is Born), regia di George Cukor  (1954)
- Rullo di tamburi (Drum Beat) (1954)
- Pioggia di piombo (Black Tuesday) (1954)
- Tu sei il mio destino (Young at Heart) (1954)
- Uomini violenti (The Violent Men) (1955)
- Prima dell'uragano (Battle Cry) (1955)
- Anonima delitti (New York Confidential) (1955)
- Bandiera di combattimento (The Eternal Sea) (1955)
- Allarme sezione omicidi (City of Shadows) (1955)
- Il covo dei contrabbandieri (Moonfleet) (1955)
- Una tigre in cielo (The McConnell Story) (1955)
- L'imputato deve morire (Trial) (1955)
- I senza Dio (A Lawless Street) (1955)
- Gunpoint: terra che scotta (At Gunpoint) (1955)
- La corriera fantasma (The Phantom Stagecoach) (1957)
- Lo sceriffo di ferro (The Iron Sheriff) (1957)
- Duello a Durango (Gun Duel in Durango) (1957)
- Questa notte o mai (This Could Be the Night) (1957)
- La scure di guerra del capo Sioux (The Lawless Eighties) (1957)
- Cole il fuorilegge (Cole Younger, Gunfighter) (1958)
- Johnny, l'indiano bianco (The Light in the Forest) (1958)
- Il terrore del Texas (Terror in a Texas Town) (1958)
- Dove la terra scotta (Man of the West) (1958)
- Inferno nel penitenziario (Revolt in the Big House) (1958)
- Andy Hardy Comes Home (1958)
- Sacro e profano (Never So Few) (1959)
- Il canale della morte (The Big Night) (1960)
- Raymie (1960)
- Sunrise at Campobello (1960)
- Angeli con la pistola (Pocketful of Miracles) (1961)
- Pistola veloce (The Quick Gun) (1964)
- Piano... piano, dolce Carlotta (Hush...Hush, Sweet Charlotte) (1964)
- I cacciatori del lago d'argento (Those Calloways) (1965)
- Il massacro dei Sioux (The Great Sioux Massacre) (1965)

### Televisione
- Rebound – serie TV – serie TV, un episodio (1952)
- Hopalong Cassidy – serie TV, un episodio (1952)
- The Life of Riley – serie TV, 2 episodi (1953)
- Mayor of the Town – serie TV, un episodio (1954)
- Adventures of Superman – serie TV, un episodio (1954)
- Topper – serie TV, 4 episodi (1953-1954)
- The Lone Wolf – serie TV (1954)
- Letter to Loretta – serie TV, 2 episodi (1953-1954)
- The Pride of the Family – serie TV, 5 episodi (1953-1954)
- Cavalcade of America – serie TV, 2 episodi (1953-1954)
- The Public Defender – serie TV, un episodio (1955)
- Four Star Playhouse – serie TV, 2 episodi (1954-1955)
- TV Reader's Digest – serie TV, episodio 1x07 (1955)
- The Pepsi-Cola Playhouse – serie TV, un episodio (1955)
- La mia piccola Margie (My Little Margie) – serie TV, un episodio (1955)
- The George Burns and Gracie Allen Show – serie TV, 2 episodi (1955)
- City Detective – serie TV, 2 episodi (1954-1955)
- December Bride – serie TV, un episodio (1955)
- Treasury Men in Action – serie TV, un episodio (1955)
- The Man Behind the Badge – serie TV, un episodio (1955)
- Il cavaliere solitario (The Lone Ranger) – serie TV, 4 episodi (1954-1955)
- Stage 7 – serie TV, episodio 1x24 (1955)
- Frida (My Friend Flicka) – serie TV, 39 episodi (1955-1956)
- The People's Choice – serie TV, un episodio (1956)
- Sheriff of Cochise – serie TV, 2 episodi (1956)
- Official Detective – serie TV, un episodio (1957)
- The 20th Century-Fox Hour – serie TV, episodio 2x08 (1957)
- Crossroads – serie TV, episodio 2x24 (1957)
- General Electric Theater – serie TV, 2 episodi (1954-1957)
- State Trooper – serie TV, 2 episodi (1957)
- Goodyear Theatre – serie TV, episodio 1x07 (1957)
- Hide and Seek – film TV (1958)
- Jane Wyman Presents The Fireside Theatre – serie TV, un episodio (1958)
- Bronco – serie TV, episodio 1x06 (1958)
- Tales of the Texas Rangers – serie TV, un episodio (1958)
- I racconti del West (Zane Grey Theater) – serie TV, 3 episodi (1957-1958)
- Trackdown – serie TV, 2 episodi (1957-1959)
- The Restless Gun – serie TV, episodi 2x08-2x25 (1958-1959)
- Rescue 8 – serie TV, episodio 1x27 (1959)
- Schlitz Playhouse of Stars – serie TV, 3 episodi (1954-1959)
- Richard Diamond (Richard Diamond, Private Detective) – serie TV, un episodio (1959)
- Mike Hammer – serie TV, un episodio (1959)
- Colt .45 – serie TV, 2 episodi (1958-1959)
- Avventure in elicottero (Whirlybirds) – serie TV, 3 episodi (1957-1959)
- Gli intoccabili (The Untouchables) – serie TV, un episodio (1959)
- Philip Marlowe – serie TV, episodio 1x14 (1960)
- Mr. Lucky – serie TV, episodio 1x14 (1960)
- The Rifleman – serie TV, un episodio (1960)
- The Texan – serie TV, 2 episodi (1959-1960)
- Wichita Town – serie TV, episodio 1x01 (1959)
- Overland Trail – serie TV, un episodio (1960)
- Ricercato vivo o morto (Wanted: Dead or Alive) – serie TV, episodio 2x27 (1960)
- Avventure lungo il fiume (Riverboat) – serie TV, un episodio (1960)
- Sugarfoot – serie TV, episodi 1x04-2x20-3x15 (1957-1960)
- The Deputy – serie TV, un episodio (1960)
- Peter Gunn – serie TV, episodio 2x30 (1960)
- The Alaskans – serie TV, 3 episodi (1959-1960)
- Coronado 9 – serie TV, un episodio (1960)
- Bat Masterson – serie TV, 2 episodi (1959-1960)
- The Westerner – serie TV, un episodio (1960)
- La valle dell'oro (Klondike) – serie TV, episodio 1x08 (1960)
- The Case of the Dangerous Robin – serie TV, un episodio (1960)
- Shotgun Slade – serie TV, 3 episodi (1959-1961)
- Hawaiian Eye – serie TV, episodio 2x17 (1961)
- Carovana (Stagecoach West) – serie TV, episodio 1x25 (1961)
- The Asphalt Jungle – serie TV, un episodio (1961)
- Le leggendarie imprese di Wyatt Earp (The Life and Legend of Wyatt Earp) – serie TV, un episodio (1961)
- Have Gun - Will Travel – serie TV, episodio 4x34 (1961)
- Laramie – serie TV, 3 episodi (1959-1961)
- Lock-Up – serie TV, episodio 2x37 (1961)
- The Tall Man – serie TV, un episodio (1961)
- Frontier Circus – serie TV, un episodio (1961)
- Everglades – serie TV, episodio 1x06 (1961)
- The Bob Cummings Show – serie TV, un episodio (1961)
- Margie – serie TV, un episodio (1962)
- Maverick – serie TV, 6 episodi (1958-1962)
- Il magnifico King (National Velvet) – serie TV, episodio 2x26 (1962)
- Corruptors (Target: The Corruptors) – serie TV, episodi 1x12-1x27 (1961-1962)
- Surfside 6 – serie TV, episodi 1x05-2x31 (1960-1962)
- Tales of Wells Fargo – serie TV, 4 episodi (1957-1962)
- Alcoa Premiere – serie TV, un episodio (1962)
- Lawman – serie TV, 4 episodi (1960-1962)
- L'ora di Hitchcock (The Alfred Hitchcock Hour) – serie TV, un episodio (1962)
- Mr. Smith Goes to Washington – serie TV, un episodio (1962)
- Cheyenne – serie TV, 3 episodi (1957-1962)
- Indirizzo permanente (77 Sunset Strip) – serie TV, episodio 5x03 (1962)
- Death Valley Days – serie TV, 2 episodi (1959-1962)
- Un equipaggio tutto matto (McHale's Navy) – serie TV, un episodio (1963)
- Il carissimo Billy (Leave It to Beaver) – serie TV, un episodio (1963)
- The Wide Country – serie TV, episodio 1x19 (1963)
- Il virginiano (The Virginian) – serie TV, episodio 1x20 (1963)
- Our Man Higgins – serie TV, un episodio (1963)
- The Third Man – serie TV, un episodio (1963)
- La legge del Far West – serie TV (Temple Houston) (1963)
- Ai confini della realtà (The Twilight Zone) – serie TV, episodio 5x23 (1964)
- Carovane verso il West (Wagon Train) – serie TV, 3 episodi (1961-1964)
- Destry – serie TV, un episodio (1964)
- Mr. Novak – serie TV, un episodio (1964)
- Viaggio in fondo al mare (Voyage to the Bottom of the Sea) – serie TV, un episodio (1964)
- Lassie – serie TV, 5 episodi (1954-1964)
- Gunsmoke – serie TV, un episodio (1964)
- Perry Mason – serie TV, 4 episodi (1958-1965)
- No Time for Sergeants – serie TV, un episodio (1965)
- The Andy Griffith Show – serie TV, 5 episodi (1960-1965)
- Bonanza – serie TV, 4 episodi (1960-1965)
- Peyton Place – serie TV, 177 episodi (1964-1969)
- Formula per un delitto (Along Came a Spider) – film TV (1970)
- Petticoat Junction – serie TV, 7 episodi (1964-1970)
- La terra dei giganti (Land of the Giants) – serie TV, un episodio (1970)
- La fattoria dei giorni felici (Green Acres) – serie TV, 2 episodi (1970)
- La tata e il professore (Nanny and the Professor) – serie TV, un episodio (1971)
- Adam-12 – serie TV, un episodio (1971)
- Cannon – serie TV, un episodio (1971)
- O'Hara, U.S. Treasury – serie TV, un episodio (1971)
- Due onesti fuorilegge (Alias Smith and Jones) – serie TV, un episodio (1972)
- Return to Peyton Place – serie TV (1972)
- Kung Fu – serie TV, un episodio (1974)
- McMillan e signora (McMillan & Wife) – serie TV, un episodio (1975)
- Una famiglia americana (The Waltons) – serie TV, un episodio (1976)
- Alla conquista del West (The Macahans), regia di Bernard McEveety – film TV (1976)
- La casa nella prateria (Little House on the Prairie) – serie TV, episodio 2x18 (1976)

## Doppiatori italiani
Nelle versioni in italiano delle opere in cui ha recitato, Frank Ferguson è stato doppiato da:
- Manlio Busoni in Cole il fuorilegge, Prima dell'uragano, Solo per te ho vissuto, Là dove scende il fiume, Inferno nel penitenziario, Le furie
- Amilcare Pettinelli in È nata una stella, Questa notte o mai
- Olinto Cristina in Johnny Guitar, Dove la terra scotta
- Bruno Persa ne Il capitalista
- Paolo Ferrara in Rullo di tamburi
- Sergio Graziani in Il vagabondo della foresta
- Arturo Dominici in Alla conquista del West
- Ugo Bologna in La casa nella prateria